# Armando Quintanilla
Armando Quintanilla (Juan Armando Quintanilla Loredo; * 19. April 1968 in San Luis Potosí) ist ein ehemaliger mexikanischer Langstreckenläufer.

## Sportliche Laufbahn
Bei den Zentralamerika- und Karibikmeisterschaften siegte er 1989 und 1991 über 5000 Meter.
1992 kam er über 10.000 Meter bei den Olympischen Spielen in Barcelona auf den 16. Platz und wurde Fünfter beim Weltcup in Havanna.
Ebenfalls über 10.000 Meter belegte er bei den Weltmeisterschaften 1993 in Stuttgart Rang 14. 1994 siegte er beim Bolder Boulder und über 10.000 Meter bei den Iberoamerikanischen Meisterschaften.
Bei den Panamerikanischen Spielen 1995 in Mar del Plata gelang ihm ein Doppelsieg über 5000 und 10.000 Meter. Beim Bolder Boulder wurde er Zweiter.
1996 gewann er den Tokio-Halbmarathon sowie das Carlsbad 5000 und wurde Zweiter beim Gasparilla Distance Classic. Bei den Olympischen Spielen in Atlanta wurde er Elfter über 10.000 Meter.
1997 wurde er Zweiter beim Tokio-Halbmarathon. Im Jahr darauf wurde er Elfter beim Beppu-Ōita-Marathon und siegte beim Great Scottish Run.
1999 siegte er beim Carlsbad 5000, wurde Sechster beim Stramilano und jeweils Zweiter bei Bay to Breakers und beim Bolder Boulder.
2000 folgte einem Sieg beim Bogotá-Halbmarathon ein Vorrundenaus über 10.000 Meter bei den Olympischen Spielen in Sydney.
2003 wurde er jeweils Vierter beim Maratón de la Comarca Lagunera und beim Bogotá-Halbmarathon.

## Persönliche Bestzeiten
- 5000 m: 13:21,12 min, 21. Juli 1995, Oslo
- 5-km-Straßenlauf: 13:18 min, 31. März 1996, Carlsbad
- 10.000 m: 27:18,59 min, 22. Juli 1994, Oslo
- 10-km-Straßenlauf: 28:15 min, 29. Mai 1995, Boulder
- Halbmarathon: 1:00:28 h,	19. Januar 1997, Tokio
- Marathon: 2:15:40 h, 2. März 2003, Torreón